# 流沙河 (澜沧江)
流沙河，是位于中华人民共和国云南省西双版纳傣族自治州西部的一条河流，为澜沧江右岸支流。流沙河因流经风化强烈的花岗岩山地而河中多流沙，故名。上游称南开河，发源于勐海县布朗山布朗族乡曼果村邦扎嘎东南部的三垛（山）东南麓，蜿蜒东流，右纳岜曲老坝后转北流，经勐混镇，至勐遮镇曼恩村北，左纳南哈河后转东流，干流始称“流沙河”，干流经勐海县城，沿勐海县与景洪市边界向东4.8千米，在勐海县勐宋乡三迈村嘎角寨以东左纳屋理河后进入景洪市境内，继续向东，至景洪市区南部世纪金源望江苑东北侧汇入澜沧江。河长121千米，流域面积2052.8平方千米，落差1371米，河道平均比降9.2‰。